# Říšský archiv (Dánsko)
Říšský archiv (dánsky Rigsarkivet) je dánský národní archiv, ústřední pracoviště se značnými pravomocemi nad státním archivnictvím celého Dánska, spadá pod působnost ministerstva kultury. Říšský archiv shromažďuje materiály z centrálních státních institucí – ministerstev a národních institucí. Archiv vznikl v roce 1889 ze dvou spojených národních archivů Gehejmearkivet (1296–1883) a Kongerigets arkiv (1861–1884). Sídlo archivu se nachází v Kodani na ostrově Slotsholmen v budově dříve využívané Dánskou královskou knihovnou.
Až do roku 2014 existovaly čtyři samostatné tzv. zemské archivy (Landsarkiverne), ty byly reformou začleněny jako pobočky do Říšského archivu.